# Federazione di baseball e softball della Bolivia
La Federazione boliviana di baseball e softball (spa. Federación Boliviana de Béisbol y Softbol) è un'organizzazione fondata per governare la pratica del baseball e del softball in Bolivia.
Organizza il campionato maschile e di softball femminile, e pone sotto la propria egida la nazionale maschile e di softball femminile.